# Lü
Lü je bývalá samostatná obec ve švýcarském kantonu Graubünden, okresu Engiadina Bassa/Val Müstair. Nachází se ve stejnojmenném údolí, asi 43 kilometrů severovýchodně od Svatého Mořice v nadmořské výšce 1920 metrů. Má přibližně 60 obyvatel.
K 1. lednu 2009 se na základě výsledku hlasování obec Lü sloučila s dalšími okolními obcemi (např. Santa Maria Val Müstair, Tschierv, Valchava) do nové obce Val Müstair.

## Geografie
Obec Lü leží na severním svahu údolí Val Müstair, asi 300 metrů nad dnem údolí, na levém břehu potoka Rombach a zahrnuje i vesnici Lüsai, nikoli však dno údolí. S nadmořskou výškou 1920 m n. m. bylo Lü třetí nejvýše položenou politickou obcí ve Švýcarsku – po Avers (1960 m n. m.) a Chandolin (1936 m n. m.).
Na ceduli u vjezdu do obce je napsáno il cumün politic sitüa il plü ot in Europa (rétorománsky „nejvýše položená politická obec v Evropě“) – superlativ často uváděný v cestovních průvodcích, který však patří obci Saint-Véran (2 040 m n. m.) ve Francouzských Alpách.

## Historie

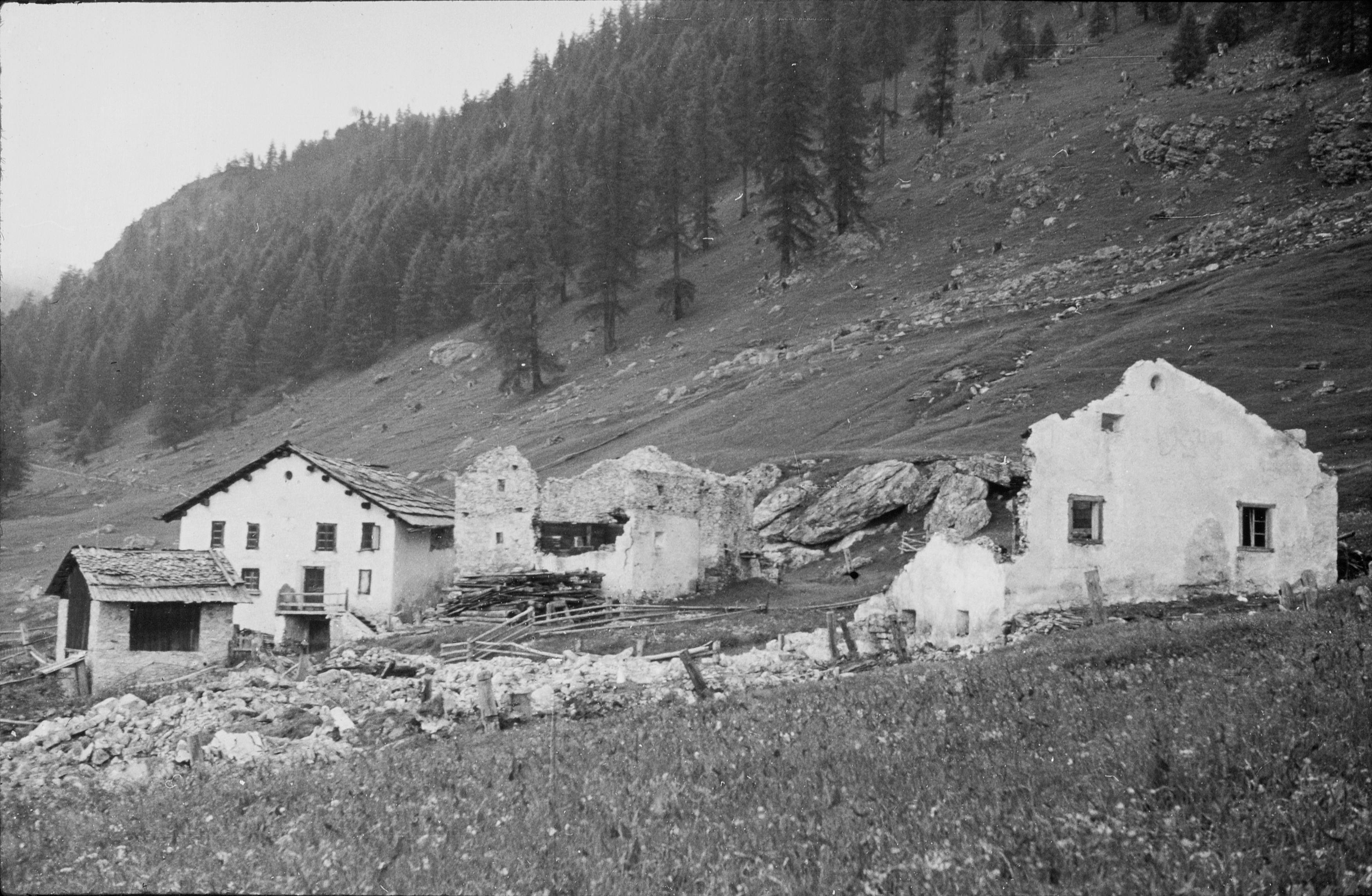
Domy zbořené lavinou v Lü Daint (1951)

První zmínka o obci pochází z roku 1466 pod názvem Lug. V roce 1878 byla původně samostatná obec Lüsai sloučena s Lü.
21. ledna 1951 krátce po půlnoci zasáhla osadu Lü Daint, nacházející se severozápadně od centra obce lavina z hory Muntet. Tři lidé byli zasypáni a byli nalezeni mrtví. Zničeno nebo poškozeno bylo sedm domů, osm stájí, budova školy a kostel. Byl zabit jeden kůň, jedna kráva, jedno prase a čtyři kozy a zničen jeden hektar lesa. Osada již nebyla z velké části obnovena.
V roce 2008 se uskutečnilo sloučení obce Lü s dalšími pěti obcemi do obce Val Müstair. Projekt byl podpořen kantonem Graubünden částkou 8,6 milionu CHF. Zatímco všechny ostatní dotčené obce hlasovaly 18. dubna 2008 pro sloučení celkem 527 hlasy proti 105, zastupitelstvo obce Lü hlasovalo proti sloučení 18 hlasy proti 17 hlasům. Vzhledem k tomu, že sloučení vyžaduje souhlas všech dotčených obcí, projekt tak prozatím ztroskotal. Obecní zastupitelstvo Lü poté podalo návrh na přezkoumání. Dne 24. dubna 2008 bylo na novém zasedání obce sloučení schváleno 30 hlasy proti 0. Důvodem změny nálady bylo, že odpůrci sloučení doufali, že i ostatní obce budou hlasovat proti. To se však nestalo, sloučení bylo schváleno a nová obec vznikla k 1. lednu 2009.

## Obyvatelstvo

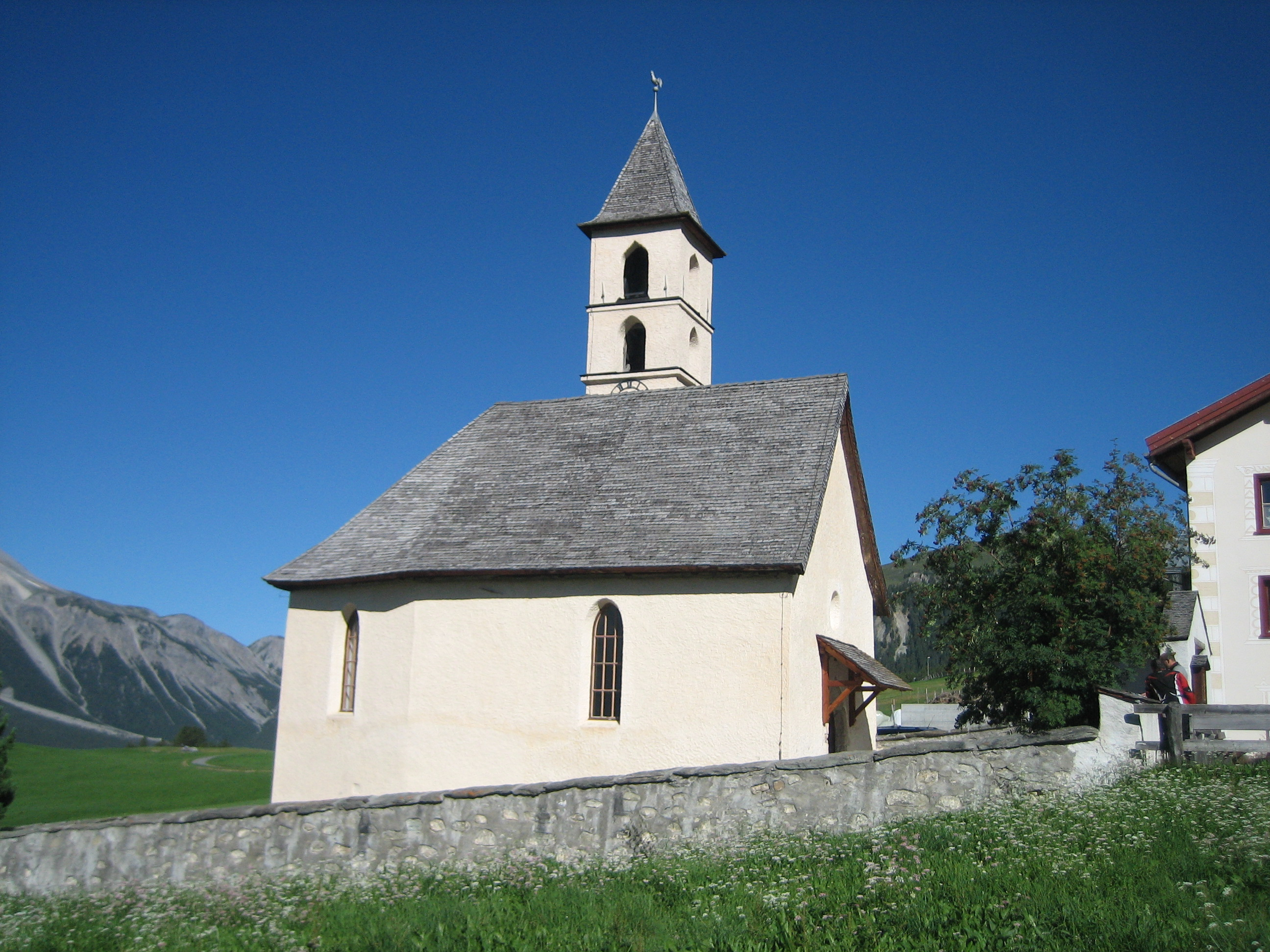
Kostel

| Rok            | 1835 | 1850 | 1900 | 1950 | 1980 | 2000 | 2007 |
| Počet obyvatel | 74   | 95   | 59   | 56   | 56   | 62   | 65   |

### Jazyky
V obci se stále mluví primárně rétorománským dialektem jauer. Úředním jazykem je pak další dialekt rétorománštiny, vallader. Až do roku 1990 byla obec téměř jednojazyčná. V roce 1910 uvedlo tento jazyk jako svůj mateřský 90 %, v roce 1941 96 % a v roce 1970 94 % místních obyvatel. V roce 1990 mělo 98 % a o 10 let později stále 87 % obyvatel znalost rétorománštiny. Německy mluvící menšina je na rozdíl od jiných obcí v okolí velmi malá. Následující tabulka ukazuje vývoj v posledních desetiletích:
| Jazyky v Lü    |                   |                   |                   |                   |                   |                   |
| Jazyk          | Sčítání lidu 1980 | Sčítání lidu 1980 | Sčítání lidu 1990 | Sčítání lidu 1990 | Sčítání lidu 2000 | Sčítání lidu 2000 |
| Jazyk          | Počet             | Podíl             | Počet             | Podíl             | Počet             | Podíl             |
| Němčina        | 4                 | 7,14 %            | 5                 | 9,09 %            | 11                | 17,74 %           |
| Rétorománština | 51                | 91,07 %           | 50                | 90,91 %           | 51                | 82,26 %           |
| Počet obyvatel | 56                | 100 %             | 55                | 100 %             | 62                | 100 %             |